# نویشینگ
نویشینگ (به آلمانی: Neuching) یک شهر در آلمان است که در اردینگ واقع شده‌است. نویشینگ ۲٬۳۶۱ نفر جمعیت دارد.